# 飯岡順一
飯岡 順一（いいおか じゅんいち、1945年9月6日 - ）は、日本の脚本家、文芸ディレクター、脚本プロデューサー。飯岡順一事務所主宰。

## 来歴
当初は東京ムービーに所属し、文芸担当を務めていた。1987年4月に退職した後は小山峻一郎の事務所WORDSを経て、現在はフリー。
『ルパン三世』シリーズは、1971年のテレビ放送開始から35年以上関わっていたが、『ルパン三世 霧のエリューシヴ』からはアニメには参加せず、コミック版のシナリオ編集を手がけている。近年のルパン作品には「ハードアクションだけがルパンではないし、難しいテーマ性を持ったものだけがルパンではないでしょう。笑いがふんだんにあって、バカバカしくて滑稽で、社会的な風刺と諧謔。ちょっぴり抒情があって、アクションはハードにと。そんなルパンをもっと作らないといけないのではないかな」と述べている。
『天才バカボン』の主題歌の作詞を手がけたが、当時は著作権の概念が無く、2～3万円で買取られたという。
『名探偵コナン』ではトリックの具体性・整合性を重視し、アニメオリジナルエピソードでも絵空事にならないよう脚本家に徹底させている。
アニメーションの脚本製作においては、特に刑事ドラマをはじめとした一般向け作品のライターやミステリー作家などを積極的に起用しており、アニメーション作品以外でも、ドキュメンタリー映画『ホピの予言』（1986年/2004年、監督：宮田雪、ナレーター：佐藤慶）を製作している。

## 主な担当作品
- ルパン三世シリーズ
- ガンバの冒険[3]
- 元祖天才バカボン[4]
- ベルサイユのばら
- まことちゃん
- あしたのジョー2[5]
- 新・ど根性ガエル[6]
- 忍者マン一平[7]
- キャッツ・アイ[8]
- 緊急発進セイバーキッズ[9]
- おまかせスクラッパーズ
- 怪盗セイント・テール[10]
- 名探偵コナン[11]
- 人形草紙あやつり左近[12]
- 天使な小生意気[13]
- モンキーパンチ漫画活動大写真[14]
- ゴルゴ13（2008年版）

## 著書
- 『私の「ルパン三世」奮闘記―アニメ脚本物語』 河出書房新社、2015年。ISBN 978-4-309-27559-8。